# Regatele Ruinei
Regatele Ruinei (はめつのおうこく Hametsu no Ōkoku?) este o serie anime și manga scrisă și ilustrată de Yoruhashi. A început serializarea în revista Monthly Comic Garden în aprilie 2019. Pe 1 septembrie 2022 editura Nemira a început traducerea seriei în română. În prezent au fost traduse 5 volume. Un serial anime realizat de Yokohama Animation Laboratory a început difuzarea pe Crunchyroll pe 6 octombrie 2023.

## Personaje
Adonis (アドニス Adonisu?)
Voce Kaito Ishikawa
Un om crescut de vrăjitoarea gheții. Mânat de ura împotriva oamenilor care au ucis-o, își continuă călătoria răzbunării.
Doroka (ドロカ?)
Voce Azumi Waki
O fată inocentă, cu suflet bun, care își dorește pacea. Îl salvează pe Adonis din închisoare.
Chloe (クロエ Kuroe?)
Voce Ryoko Shiraishi
Vrăjitoarea gheții.
Yamato (ヤマト?)
Voce Satoshi Hino
Directorul general al securității naționale.
Yuki (ユキ?)
Voce Hikaru Tono
Directorul adjunct al securității naționale.
White-Rabbit sau Shirousagi (シロウサギ?)
Voce Kishō Taniyama
Directorul general de informații secrete.

## Manga
Scris și ilustrat de yoruhashi, Regatele Ruinei a început serializarea în revista Monthly Comic Garden pe 5 aprilie 2019. Acesta este de asemenea serializat în Manga Doa, Mag Comi și Pixiv Comic. Până în octombrie 2023 9 volume Tankōbon au fost publicate și 5 dintre ele au fost traduse în română.
| Volum | Data lansării în română | ISBN              |
| --- | ----------------------- | ----------------- |
| 1 | 1 septembrie 2022       | 978-606-43-1391-1 |
| De secole, omenirea a evoluat prin puterea magiei, lăsată de Dumnezeu vrăjitoarelor pentru a-i proteja pe oameni. Cu timpul, progresul tehnologic a făcut ca vrăjitoarele să nu mai fie necesare, iar oamenii s-au întors împotriva lor. În Imperiul Lidian a început atunci o nemiloasă vânătoare. Adonis era doar un copil în acele vremuri, ucenic al vrăjitoarei Chloe, pe care o iubea cu adevărat. Când ea piere, ucisă de armata imperiului, Adonis jură să se răzbune. Furia lui va face să curgă sânge. Începe o bătălie epică între știință și magie. |                         |                   |
| Capitole 1.Hell Fire 2.10 ani mai târziu 3.Regatele ruinei 4.Haven Fire |                         |                   |
| 2 | 6 octombrie 2022        | 978-606-43-1392-8 |
| Progresul uriaș al științei a dus la o lume în care vrăjitoarele au fost exterminate. Adonis a jurat să se răzbune pe oameni fiindcă au ucis-o pe Chloe, maestra lui iubită. La zece ani de la vânătoarea de vrăjitoare, Adonis, eliberat de Doroka, află de la ea un adevăr șocant. „Chloe va reînvia!“ Ce trebuie să facă Adonis să o readucă la viață pe Chloe și unde sunt vrăjitoarele care au supraviețuit... |                         |                   |
| Capitole 5.Formula neagră 6.Moarte blândă 7.Înapoi la normal 8.Țara vrăjitoarelor 9.Plânsul de azi-noapte 9,5.Extra 10.Învierea vrăjitoarei |                         |                   |
| 3 | 10 noiembrie 2022       | 978-606-43-1393-5 |
| După un scurt repaus pe Tărâmul Vrăjitoarelor, o armată a oamenilor sosește de nicăieriși începe o bătălie teribilă.Adonis e pus în fața unei situații extreme.Când lupta pare pierdută,Doroka își dezlănțuie magia. |                         |                   |
| Capitole 11.Joy to the World 12.Contraatacul vrăjitoarelor 13.Înlăturarea Răului 14.Versus Yamato 15.Vrăjitoarea Doroka 16.Ansambluverse - Universul orchestral |                         |                   |
| 4 | 18 aprilie 2023         | 978-606-43-1489-5 |
| După o luptă sângeroasă pe suprafața Lunii, Adonis și Doroka s-au întors pe Pământ. Adonis cel răzbunător și Doroka cea puternică. Ce secrete descoperă ei în spatele Vânătorii de vrăjitoare? Acum începe adevărata acțiune! |                         |                   |
| Capitole 17.Întoarcerea 18.Calea luminată 19.Câmpia deșeurilor 20.Stand by him. Stand by her. 21.Încoronarea |                         |                   |
| 5 | 29 august 2023          | 978-606-43-1549-6 |
| În fuga lor către Lidia, Adonis și Doroka traversează un tarâm devastat. Să fie răzbunarea bună sau rea? Chiar dacă cei doi gândesc diferit, cu timpul ajung să se completeze unul pe celălalt. În timp ce Adonis îngroapă rămășițele Revoluției Industriale, Doroka spune fără să stea pe gânduri „E bine ca sunteți toate împreună.“ |                         |                   |
| Capitole 22.Țara nisipurilor 23.Un cuplu 24.Regatul ruinat Mamuta 25.Vieți degradate 26.Grave talker 27.Hai să dansăm |                         |                   |

## Anime
O adaptare anime a fost anunțată pe 1 februarie 2023. Difuzarea a început pe 6 octombrie 2023 în Japonia, iar în România serialul poate fi găsit pe Crunchyroll sub titlul „The Kingdoms of Ruin” subtitrat în engleză, franceză, germană, spaniolă(Spania), spaniolă(America Latină), italiană, portugheză(Brazilia), rusă și arabă, dar și dublat în engleză. Episoadele sunt difuzate pe Crunchyroll în aceeași zi ca în Japonia.
| Nr. | Titlu                          | Regizat de                  | Scris de        | Scenariu de                     | Data difuzării    |
| --- | ------------------------------ | --------------------------- | --------------- | ------------------------------- | ----------------- |
| 1 | „And So, Our Story Begins”     | Shin'ya Kawabe              | Takamitsu Kono  | Gōichi Iwahata Keitaro Motonaga | 6 octombrie 2023  |
| Pentru a proteja oamenii Dumnezeu a creat vrăjitoarele. Cu timpul, progresul tehnologic a făcut ca vrăjitoarele să nu mai fie necesare, iar oamenii s-au întors împotriva lor. Chloe, o vrăjitoare puternică și ucenicul ei, Adonis se află în deșert și sunt atacați de soldați. Adonis spune că specia lui merită distrusă și că dorește să o distrugă cu mâinile lui, în ciuda raționamentului lui Chloe. Aceștia sunt deodată transportați în Imperiul Lidian unde sunt întâmpinați de împăratul Ghoethe. Chloe este dezbrăcată și umilită în fața mulțimii. Când Adonis este pe cale să fie ucis, Chloe se roagă la Ghoethe să-l cruțe și se lasă executată. Adonis este supărat de demonstrația de cruzime a umanității și pierderea persoanei care l-a iubit. 10 ani mai târziu, în lagărul Mayhem sectorul 7, prizonierele Doroka și Anna vorbesc despre cum credința că umanitatea va fi mai fericită fără vrăjitoare nu era adevărată când oamenii au început să se lupte între ei și Imperiul Lidian a pornit războaie fără sfârșit în alte țări. Doroka este pe cale să fie vandută în sclavie, dar evadează în același timp ce eliberează ceilalți prizonieri. Aceasta ajunge în camera în care Adonis urmează să fie eliberat și e gata de răzbunare. |                                |                             |                 |                                 |                   |
| 2 | „Heavenly Fire”                | Homani Inamura              | Takamitsu Kono  | Gōichi Iwahata                  | 13 octombrie 2023 |
| Adonis evadează și omoară paznicii. Adonis combină magia descriptivă cu armamentul pentru a crea un glonț uriaș care distruge un bloc și își începe răzbunarea. Agentul Eekhout omoară prizonierii și personalul din lagărul Mayhem. Adonis invocă un robot uriaș și se duce după împăratul Ghoethe. El a folosit cei zece ani în care a fost închis pentru a crea cel mai bun plan pentru a distruge o civilizație. Doroka fuge să-l oprească pe Adonis. Aceasta dezvăluie că încă există vrăjitoarele și că există un mod de a reînvia-o pe Chloe cu ajutorul amintirilor lui Adonis. Eekhout o împușcă pe Doroka. |                                |                             |                 |                                 |                   |
| 3 | „A Gentle Death”               | Toshiya Shindome            | Takamitsu Kono  | Toshiya Shindome                | 20 octombrie 2023 |
| În trecut, orașul în care locuia Doroka a fost atacat de soldați umani. Prietena ei, Mia, i-a spus lui Doroka să se refugieze la doamna Ophelia. În prezent, Doroka moare și Adonis folosește magia să-l omoare pe Eekhout și pe soldații care îl atacă. Yuki dorește să folosească dispozitivul anti-magie, dar este oprită de Theta. Theta îl sună pe Yamato să-i spună de efectele negative ale dispozitivului pe corpul uman. Dispozitivul emite "fotoni nucleari" care ucid celulele. Deoarece nu mai există vrăjitoare care să refacă natura și atmosfera care ar fi purificat razele nocive, dacă dispozitivul este pornit toți oamenii din jur vor fi expuși la acești fotoni și vor muri. Auzind acestea, Yuki încă dorește să pornească dispozitivul și reușește să o facă. Theta oprește dispozitivul rapid, dar și ea, și Yuki au fost expuse la un nivel mare de radiație. Adonis este slăbit și decapitat de un soldat de sex feminin. Charmy descoperă că trupul lui Adonis este fals. |                                |                             |                 |                                 |                   |
| 4 | „The Nation of Witches”        | Futoshi Kawaguchi           | Chabo Higurashi | Futoshi Kawaguchi               | 27 octombrie 2023 |
| Adonis își amintește că cea care l-a decapitat a folosit de fapt magia duplicării pentru a crea un corp fals al lui pentru a-i înscena moartea, iar ea se dovedește a fi Anna, care îl trimite la doamna Ophelia. Ophelia îi spune că se află în regatul vrăjitoarelor. Toți o cunoșteau pe Chloe, dar Chloe a fost alungată din regatul vrăjitoarelor pentru că a predat magie unui copil uman. Adonis descoperă că se află pe lună și că vrăjitoarele au venit în acest loc acum zece ani. Ophelia îi arată lui Adonis copacul Mito care produce vrăjitoare. Vrăjitoarele sunt unisex, așa că, spre deosebire de oameni, nu au perechi de împerechere și primesc viață din copaci, iar acest copac este ultimul, deoarece oamenii i-au ars pe toți ceilalți. Fiind singurul copac care poate naște și regenera vrăjitoare, memoria este viața însăși și dacă Adonis își pune amintirile despre Chloe într-un fruct o va reînvia. Adonis este întâmpinat de Anna care este supărată că Adonis nu e recunoscător față de Doroka deoarece a murit pentru el. |                                |                             |                 |                                 |                   |
| 5 | „Joy to the World”             | Masato Tamagawa Kang Seo ki | Kōjirō Nakamura | Shinji Itadaki                  | 3 noiembrie 2023  |
| Adonis nu reușește să o readucă la viață pe Chloe din cauza modului în care lumea a devenit, dar o reînvie pe Doroka pentru a o răsplăti înapoi pentru că l-a salvat. Ophelia și vrăjitoarele sunt supărate că Adonis a făcut acest lucru după ceea ce au făcut pentru el. Adonis spune că nu o va reînvia pe Chloe, dar, dintr-o dată, oamenii sosesc din cauza faptului că Adonis a avut un cip de urmărire asupra lui în timpul său ca prizonier. Cipul de urmărire explodează, ceea ce face ca mito-ul să fie ars. Adonis se luptă cu Yamato, în timp ce Ophelia și vrăjitoarele ucid cu ușurință soldații, dar vin mai multe echipe. În Imperiul Lidian, Theta explică modul în care vrăjitoarele au reușit să se ascundă pe lună. Yamato omoară multe vrăjitoare, inclusiv pe Ophelia. Doroka este salvată de Anna prin magia ei de duplicare, dar ea însăși este rănită mortal. Adonis îi dă lui Yamato atacuri puternice și tăieturi ale brațului. Yamato este pe cale să-l omoare pe Adonis. |                                |                             |                 |                                 |                   |
| 6 | „The Witch Doroka”             | Homani Inamura              | Takamitsu Kono  | Gōichi Iwahata Keitaro Motonaga | 10 noiembrie 2023 |
| Yamato și soldații lui rămași sunt opriți de Doroka care își folosește vraja iubirii, Yamato încearcă să reziste și Doroka îi spune lui Yamato să pună capăt acestei lupte și să facă pace. Yamato rezistă suficient pentru a o ataca și bate pe Doroka. Doroka întreabă de ce să le facă asta, chiar dacă nu au nevoie de vrăjitoare acum că au știință, nu este nevoie să le omoare. Ambele rase obișnuiau să trăiască în armonie și îi ordonă lui Yamato să se retragă. Yamato în final se supune. Yamato este decapitat de Adonis. Goethe este informat despre Adonis și vrăjitoarele. Goethe acționează brusc, regina lui folosește vraja iubirii asupra lui și îi ordonă să se sinucidă. Goethe spune apoi că motivul pentru care a făcut din Imperiul Lidian, cel mai puternic imperiu din lume cu tehnologia lor și uciderea tuturor vrăjitoarelor, a fost totul pentru regina sa. |                                |                             |                 |                                 |                   |
| 7 | „Stand by him. Stand by her.”  | Makoto Sokuza               | Kōjirō Nakamura | Futoshi Kawaguchi               | 17 noiembrie 2023 |
| Adonis și Doroka se află în pustietate. Adonis începe să planifice distrugerea Imperiului Lidian și procură informații și provizii pe drumul lor acolo. Adonis sângerează din cauza rănilor sale și un grup de motocicliști îi găsește. Adonis se trezește într-un loc necunoscut și este întâmpinat de liderul Punch. |                                |                             |                 |                                 |                   |
| 8 | „Coronation”                   | Kang Seo Ki                 | Chabo Higurashi | Shinji Itadaki                  | 24 noiembrie 2023 |
| În Imperiul Lidian, începe încoronarea lui Dorothea ca noul monarh. În acest timp, Agenția și Theta sunt executate de soldații lui Dorothea. White Rabbit/Shirousagi se află în Pustiuri pentru a-l găsi pe Adonis. Adonis o întreabă pe Doroka despre magia ei amoroasă care îi face pe bărbați să se îndrăgostească de ea și îi permite să-i controlezea. Ei ajung în Sand Land Town care este în ruine, trec printr-o secție de poliție și găsesc un prizonier. Îl întreabă despre următoarea destinație, Mamuta. |                                |                             |                 |                                 |                   |
| 9 | „The Ruined Kingdom of Mamuta” | Futoshi Kawaguchi           | Touko Machida   | Futoshi Kawaguchi               | 1 decembrie 2023  |
| Adonis și Doroka ajung în Mamuta, care pare să fie abandonată. Ei văd o femeie pe pământ care se dovedește a fi un robot, Adonis spune că este o Madoa, o păpușă mecanică creată ca o jucărie pentru oameni. Ei merg într-o cameră unde o grămadă dintre ei se joacă cu un cadavru. Nu a fost ușor pentru acest imperiu să importe mulți roboți sexuali, așa că și-au oferit propriile femei în schimbul mai multor păpuși. Mamuta probabil a exportat toate femeile din imperiul lor în Imperiul Lidian. White Rabbit/Shirousagi omoară 2 asasini care au venit după Adonis. White Rabbit/Shirousagi îi găsește pe Adonis și Doroka. |                                |                             |                 |                                 |                   |
| 10 | „The Eyes That Were Lost”      | Toshiya Niidome Kang SEO Ki | Touko Machida   | Toshiya Niidome                 | 8 decembrie 2023  |
| Charmy monitorizează grupul și Shirousagi se joacă cu capetele asasinilor. White Rabbit/Shirousagi se apropie de Doroka. Adonis începe să se lupte cu el, dar White Rabbit/Shirousagi este mai rapid decât Adonis. Adonis realizează că viteza de reacție a lui White Rabbit/Shirousagi trebuie să fie a unui cyborg. Doroka își folosește magia iubirii pentru a-l opri pe White Rabbit/Shirousagi, dar nu are niciun efect asupra lui și este surprinsă că Doroka folosește o vrajă de iubire. Doroka încă vrea să lupte chiar și dacă magia nu-l afectează, dar nu știe dacă căutarea răzbunării este greșită sau nu, însă este alături de Adonis până la capăt. Adonis îi dă Dorokei o sabie. White Rabbit/Shirousagi o prinde pe Doroka și îi smulge ochii. |                                |                             |                 |                                 |                   |
| 11 | „Knightfall”                   | Honami Inamura              | Takamitsu Kono  | Gōichi Iwahata                  | 15 decembrie 2023 |
| White Rabbit/Shirousagi se joacă cu ochii ei și apoi îi distruge. Acest lucru îl înfurie pe Adonis și îl atacă. Adonis și Doroka se ascund. Doroka își imaginează că amândoi au trăit într-o viață obișnuită și se întreabă de ce lucrurile s-au dovedit așa. Adonis vrea răzbunare pentru ceea ce i-a făcut lui Doroka. Adonis și White Rabbit/Shirousagi continuă să lupte. Adonis este inconștient și Shirousagi începe să o bată pe Doroka. Un flashback arată momentul în care Shirousagi a întâlnit-o pe Dorothea. Dorothea îi spune despre ceva și a devenit sclavul ei. Doroka își folosește magia pe Adonis pentru a-l învinge pe White Rabbit/Shirousagi. |                                |                             |                 |                                 |                   |
| 12 | „Love and Revenge”             | Masato Kitagawa             | Takamitsu Kono  | Gōichi Iwahata                  | 22 decembrie 2023 |
| Cu magia și puterea fizică sporite, Adonis îl învinge pe White Rabbit/Shirousagi și îl sfâșie. Adonis începe să folosească o vrajă pe care Chloe l-a învățat. White Rabbit/Shirousagi încearcă să-l oprească, dar nu reușește deoarece este înghețat de vrajă. Vraja îngheață întregul oraș și pustiu. Charmy a pierdut semnalul peste ei și vede puterea vrăjii din satelit. Oz vede cât de puternic este Adonis. Spiritul lui Chloe apare și îl îmbrățișează pe Adonis. El o vede pentru ultima dată când dispare. În timp ce este pe moarte, White Rabbit/Shirousagi îi spune lui Doroka că arată exact ca Dorothea. Cu el mort, Adonis îi spune lui Doroka că va găsi o modalitate de a-i repara ochii. În Imperiul Lidian, Dorothea întreabă dacă au primit răspuns de la regii din celelalte imperii; Imperiul militar Mika, Imperiul de Est Suzure, Imperiul Markpoint Medical și Imperiul Single Mother Orionsono. Tiranica Dorothea spune că dacă nu vor asculta cererea ei, ea le va declara război. În altă parte, Doroka este tristă că și-a folosit vraja de iubire asupra lui Adonis în timp ce inima și sentimentele lui le ținea pentru Chloe. Adonis îi spune să nu aibă regrete, deoarece i-a spus să o facă. Adonis folosește un bandaj pentru a-i acoperi ochii și Doroka începe să se îndrăgostească de el, dar Adonis îi spune că Chloe este singura pentru el și vraja ei de iubire nu l-a afectat. Își continuă călătoria în timp ce se țin de mână. Yuki și-a recăpătat în sfârșit cunoștința și este transformată într-un cyborg. Ea decide să meargă după Adonis pentru a-și răzbuna fratele, Yamato. Doroka îi spune lui Adonis că știe acum că răzbunarea nu este greșită. |                                |                             |                 |                                 |                   |